# Kristianstads domsagas tingslag
Kristianstads domsagas tingslag var mellan 1967 och 1970 ett tingslag i Kristianstads län i Kristianstads domsaga. Tingsplats var Kristianstad.

## Administrativ historik
Domsagan bildades 1 januari 1967 genom sammanläggning av Villands tingslag samt större delen av Östra Göinge tingslag och området motsvarande Gärds härad ur Gärds och Albo domsagas tingslag samt domkretsen för Kristianstads rådhusrätt. Häradsrätten bildades av motsvarande häradsrätter och rådhusrätten.  Häradsrätten och tingslaget ombildades 1971 till Kristianstads tingsrätt med oförändrad domsaga.